# Зикран, Евгений Андреевич
Евгений Андреевич Зикран (1923-1944) — лейтенант Рабоче-крестьянской Красной Армии, участник Великой Отечественной войны, Герой Советского Союза (1945).

## Биография
Евгений Зикран родился 18 марта 1923 года в станице Брюховецкая (ныне — Брюховецкий район Краснодарского края). Окончил среднюю школу. 
В июне 1941 года Зикран был призван на службу в Рабоче-крестьянскую Красную Армию. Участвовал в битве за Москву, награждён медалью «За оборону Москвы». Окончил Рославльское артиллерийское училище. С октября 1942 года — на фронтах Великой Отечественной войны. 
К сентябрю 1944 года лейтенант Евгений Зикран командовал огневым взводом 992-го истребительно-противотанкового артиллерийского полка 39-й истребительно-противотанковой артиллерийской бригады 6-й гвардейской армии 1-го Прибалтийского фронта. Отличился во время боёв за освобождение Латвийской ССР от немецко-фашистских захватчиков.
17 сентября 1944 года батарея, в которой служил Зикран, была атакована немецкими танковыми и пехотными подразделениями в районе посёлка Яунберзе Добельского района. Взвод Зикрана, находившийся на фланге батареи, подбил 3 танка. Когда противник прорвался на позиции, взвод успешно отбил атаку. Во время второй контратаки противника Зикран подбил ещё один танк, но и сам погиб в бою. Похоронен в братской могиле в Добеле.
Указом Президиума Верховного Совета СССР от 24 марта 1945 года лейтенант Евгений Зикран посмертно был удостоен высокого звания Героя Советского Союза. Также посмертно был награждён орденом Ленина.
Из наградного листа на Е. А. Зикрана: 

«Обороняя район дер. Яунберзи, батарея 17.09.44 была атакована 15 танками типа «Тигр» при поддержке 6 «Фердинандов» и ротой автоматчиков противника. Прикрывая правый фланг батареи, лейтенант Зикран управлял огнем взвода и уничтожил 3 тяжелых танка противника. Будучи окружен автоматчиками врага, лейтенант Зикран вступил в единоборство с ними, огнем ручного пулемета и ручными гранатами отбил атаку врага. В ожесточенном бою с танками личный состав орудийного расчёта был выведен из строя.
В момент повторной атаки танков т. Зикран лично огнем орудия уничтожил в упор шедший танк на орудие и сам погиб смертью героя, сраженный вражеским снарядом. Героический взвод лейтенанта Зикран погиб во главе со своим командиром, но танки врага не пропустил.
Вывод: достоин правительственной награды ордена «Ленина».
Командир полка
гв. подполковник Котырло

22 сентября 1944 г.»— 
.

## Память

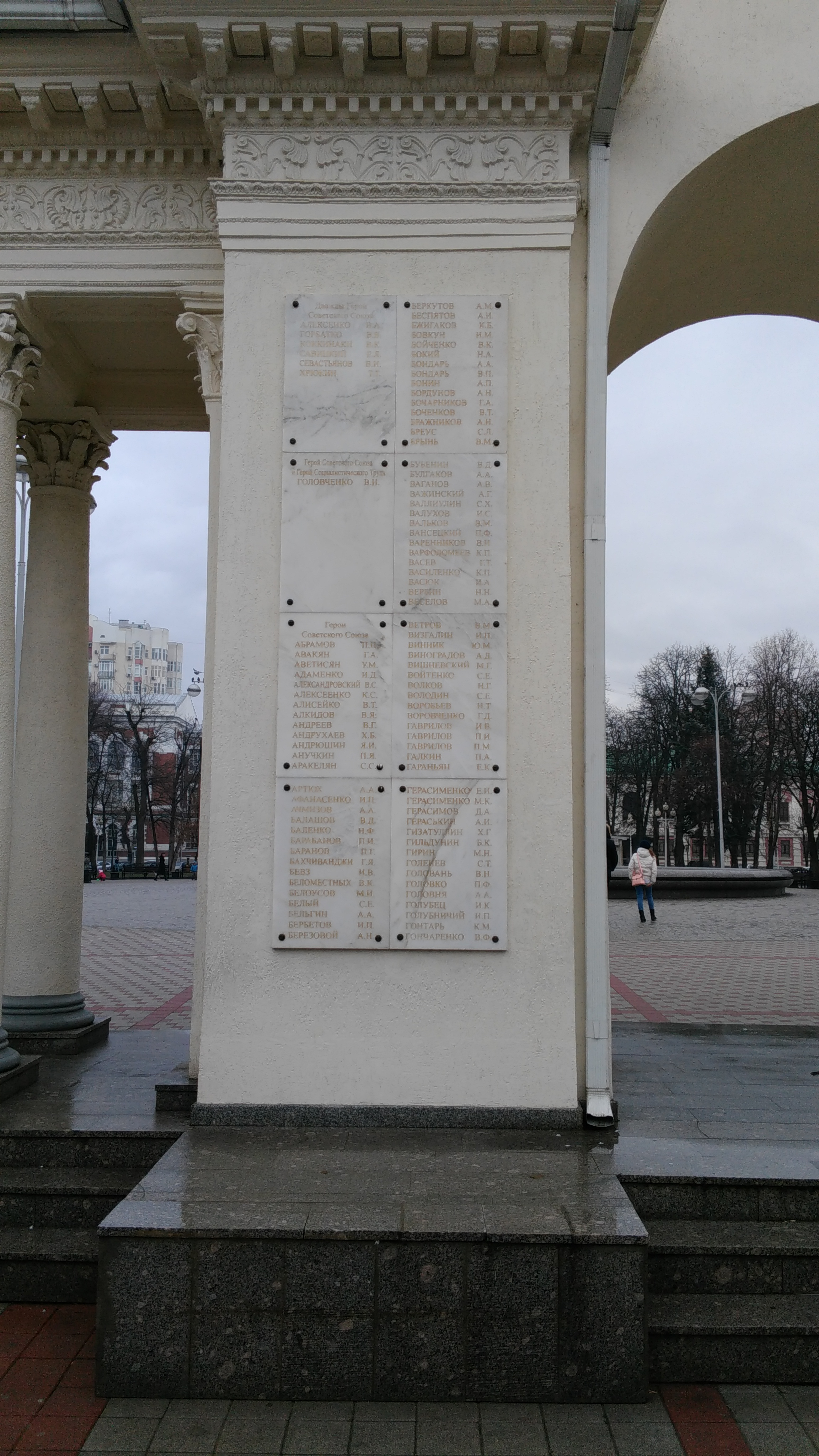
Имя Героя на мемориальной арке в Краснодаре (А-Г)

- Бюст Е. А. Зикрана установлен на мемориале "Скорбящая мать" на родине, в ст. Брюховецкой.
- Имя Е. А. Зикрана увековечено на мемориальной арке в Краснодаре.
- Имя Е. А. Зикрана высечено золотыми буквами в зале Славы Центрального музея Великой Отечественной войны в Парке Победы в Москве.
- На братской могиле в Добеле установлен обелиск.
- В 2004 году лицею № 1 города Славянск-на-Кубани присвоено имя семи Героев Советского Союза, в том числе и Е. А. Зикрана. На территории лицея установлен памятник.
- В городе Славянск-на-Кубани установлен портрет Е. А. Зикрана на аллее Героев в парке 40-летия Победы
- Установлена мемориальная доска на здании музыкальной школы в городе Славянск-на-Кубани.